# Ilex honbaensis
Ilex honbaensis är en järneksväxtart som beskrevs av Tardieu. Ilex honbaensis ingår i släktet järnekar, och familjen järneksväxter. Inga underarter finns listade i Catalogue of Life.